# Durham (condado)
Durham (County Durham em inglês) é um condado da Inglaterra, no nordeste do país. Não confundir com a sua county town (sede administrativo) do mesmo nome, Durham. É um condado histórico e como um condado cerimonial possui uma área de 2,676 km² (1996).
Como um menor condado não-metropolitano (2,226 km²), Durham é dividido em sete distritos.
- Durham
- Easington
- Sedgefield
- Teesdale
- Wear Valley
- Derwentside
- Chester-le-Street

O resto do condado cerimonial é formado por duas autoridades unitárias completas e parte de uma terceira.
- Hartlepool
- Darlington
- Stockton-on-Tees (em parte)*

## Geografia
Durham é um condado de contrastes; os vales escassa povoados dos Pennines caracterizam o interior, enquanto mais próximo ao litoral, o condado é bem urbanizado, e foi dominada uma vez pela indústria de mineração de carvão.